# Latmin
Latmin (arab. لطمين) – miejscowość w Syrii, w muhafazie Hama. W 2004 roku liczyła 1113 mieszkańców.